# Uroš Predić (piłkarz)
Uroš Predić (cyr. Уpoш Пpeдић, ur. 11 sierpnia 1973 w Nowym Sadzie) – serbski piłkarz występujący na pozycji pomocnika.

## Kariera klubowa
Profesjonalną karierę rozpoczynał w sezonie 1996/1997 w barwach Hajduka Kula. Następnie był graczem FK Vojvodiny i Radu Belgrad.
W połowie 2002 roku został wypożyczony z opcją transferu definitywnego do Orlenu Płock. 16 września zadebiutował w I lidze w meczu przeciwko GKS-owi Katowice (0:0). W 39. minucie opuścił boisko z powodu kontuzji śródstopia. Ogółem rozegrał dla Orlenu 5 ligowych spotkań, nie zdobył żadnej bramki. Po odejściu z klubu występował w FK Mladost oraz chińskim Beijing Guo'an.
W rundzie jesiennej sezonu 2003/2004 był on graczem Zagłębia Lubin, dla którego rozegrał 9 spotkań na poziomie II ligi. W styczniu 2004 roku odmówił on dalszych występów w klubie. Miesiąc później władze Zagłębia rozwiązały z nim kontrakt.
Od 2004 roku kontynuował karierę w Hajduku Kula, skąd wypożyczano go do Budućnosti Banatski Dvor i azerskiego Xəzəru Lenkoran. W sierpniu 2005 roku został wypożyczony do Doncaster Rovers. W sezonie 2005/2006 rozegrał w Football League One 6 spotkań. Po odejściu z klubu w 2006 roku zakończył profesjonalną karierę.